# فرمانداری ترانس‌نیستریا
فرمانداری ترانس‌نیستریا (رومانیایی: Guvernământul Transnistriei) یک قلمرو تحت مدیریت رومانیایی‌ها بین دنیستر و بوگ جنوبی بود که توسط نیروهای محور از اتحاد جماهیر شوروی در طی عملیات بارباروسا فتح شد و از ۱۹ اوت ۱۹۴۱ تا ۲۹ ژانویه ۱۹۴۴ تحت اشغال بود.